# Лобовики
Лобовики — упразднённая деревня в Слободском районе Кировской области России. Находится на территории современного села Стеклофилины Денисовского сельского поселения.

## География
Расположено на правом берегу реки Вятки примерно в 4 км к северу от города Слободской.
географическое положение
Близнаходящиеся населённые пункты (стрелка — направление, расстояния в километрах — по прямой)
- д. Стеклофилины (↗ 0.3 км)
- пос. Стеклозавод (↗ 0.6 км)
- д. Колода (↑ 0.6 км)
- д. Старые Филины (↗ 0.9 км)
- д. Зубари (↖ 0.9 км)
- д. Михонины (↓ 1 км)
- д. Пивовары (← 1.2 км)
- д. Новые Минчаки (↙ 1.3 км)
- д. Ключи (← 1.3 км)
- д. Старые Минчаки (↓ 1.3 км)
- д. Долматовы (↑ 1.4 км)
- д. Ярошутинцы (↖ 1.5 км)
- д. Верхние Кропачи (↙ 1.8 км)
- д. Падери (↑ 1.8 км)
- д. Огорельцевы (↑ 2 км)
- д. Степкины (← 2.2 км)
- д. Арлаки (← 2.2 км)
- д. Петухи (↖ 2.2 км)
- д. Бурдичи (↖ 2.4 км)
- д. Макшины (← 2.8 км)

## История
Деревня Порядинская, будущая Лобовики, на речке Чертовице упоминается в переписи 1678 года (хранится в РГАДА 1209-1-339, 1678 г.).
На 1678 год административно-территориальное устройство: Русское царство, Вятка, Слободской уезд,	Верховский стан, Верховский тяглый стан.
На 1891 год: Вятская губерния, Слободской уезд, Стуловская волость, Токаревское № 3 общество
На 1978 год: Кировская область, Слободской район.
До 1950-х годов на месте нынешнего села Стеклофилины было несколько деревень: Филинцы, Лобовики, Зубари, Колода.
При постройке стекольного завода образовался единый рабочий поселок  с названием Стеклозавод , позже — Стеклофилины.

## Население
На 1896 год 6 дворов, 35 жителей. По переписи 1939 года 72 жителя
Список населённых пунктов Кировской области на 01.01.1950 г. упоминает 20 жителей в 5 дворах.

## Инфраструктура
Действовал стеклозавод, построенный фабрикантом Егоровым в деревни Лобовики в 1885 г. После смерти Егорова его жена в 1890 годах продала уроженцу Костромской губернии Григорию Николаевичу Шмелеву.
На 1891 год входил в городское благочиние г. Слободской.

## Транспорт
Просёлочные дороги. 